# Wings Air
Wings Abadi Airlines ou Wings Air est une compagnie aérienne indonésienne basée à Jakarta.
La compagnie a été créée en 2003. Elle est détenue à 100 % par Lion Air, une autre compagnie indonésienne.

## Histoire
Wings Air est créée en 2003 en tant que filiale de Lion Air.
Le 15 novembre 2009, Wings Air a annoncé avoir commandé 15 ATR 72-500 avec 15 options supplémentaires pour l'ATR 72-600 pour une valeur de 600 millions de dollars US. Le nouvel avion a remplacé le Bombardier Dash 8 vieillissant de la compagnie aérienne et a permis une expansion supplémentaire dans des aéroports plus petits en Indonésie. Les trois premiers ATR 72-500 ont été livrés en janvier 2010 et ont été inaugurés lors d'une cérémonie à Manado.
Le 25 février 2011, Lion Air a signé une commande de 15 nouveaux ATR 72 pour la flotte Wings Air. Le contrat de 2009 comprenait des options pour 15 avions ATR 72-600 supplémentaires. L'opération annoncée en février 2011 représentait la conversion des 15 options.
Le 24 novembre 2014, Lion Air passe commande de 40 nouveaux ATR 72-600 destinés à Wings Air. Cette commande fait du groupe Lion Air le premier client d'ATR au monde.

## Flotte

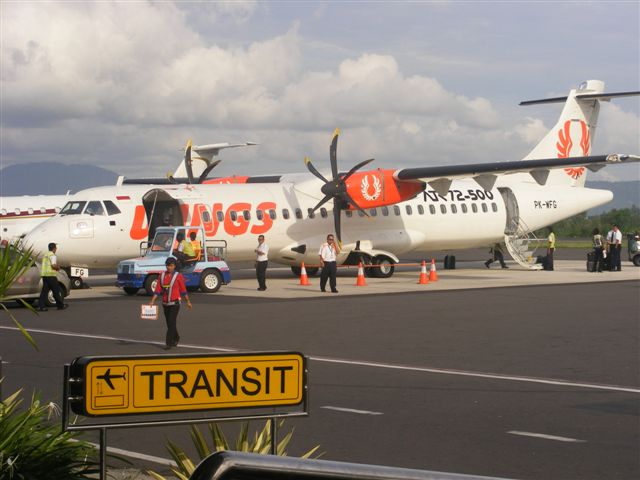
ATR 72-500 de Wings Air sur l'aéroport international de Yogyakarta

En octobre 2020, les appareils suivants sont en service au sein de la flotte de Wings Air:

### Ancienne flotte
- De Havilland Canada DHC-8-300
- McDonnell Douglas MD-82
- McDonnell Douglas MD-83

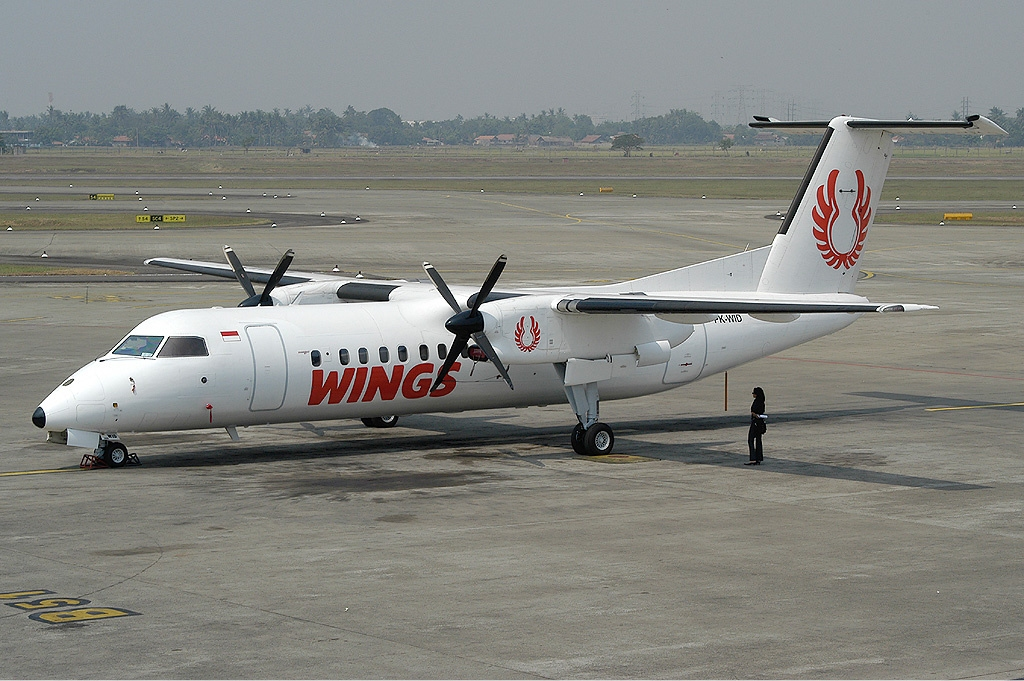
Un De Havilland Canada DHC-8-300 de Wings Air en 2003
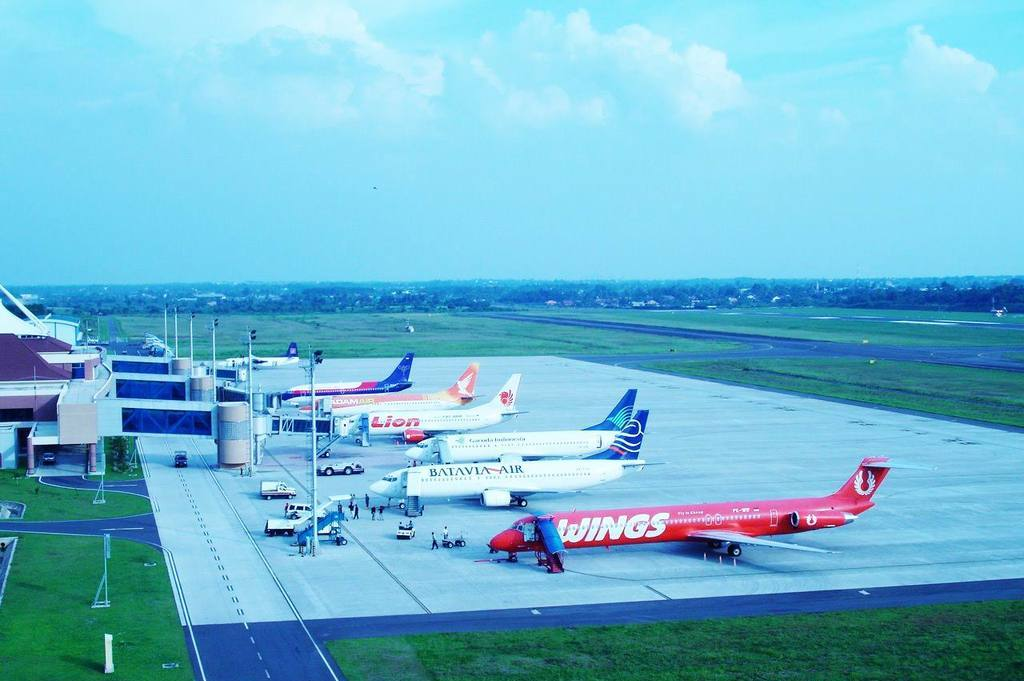
Un McDonnell Douglas MD-80 de Wings Air sur l'aéroport de Palembang en 2010

## Liste noire de l'Union Européenne
Comme certaines compagnies aériennes indonésiennes, Wings Air a été ajoutée à la liste noire officielle des compagnies interdites en Europe en juin 2007. Elle ne fait pas partie des quatre compagnies retirées de cette liste le 14 juillet 2009 après les missions d’inspections de la Commission européenne menées sous la responsabilité du fonctionnaire européen Federico Grandini,,.
Le 14 juin 2018, la Commission européenne a retiré de sa liste noire toutes les compagnies aériennes indonésiennes.

## Incidents et accidents notoires
Le 25 décembre 2016, le vol Wings Air 1896, opéré sur un ATR 72-600 (immatriculé IPM-HIPP-H) et transportant 52 passagers et membres d'équipage, sort de piste et s'écrase sur le flanc ors de son atterrissage à Semarang par mauvais temps,. On ne déplore aucune perte humaine, mais six personnes sont prises en charge par les secours,.